# Вольковщина
Во́льковщина (бел. Во́лькаўшчына) — деревня в Сморгонском районе Гродненской области Белоруссии.
Входит в состав Вишневского сельсовета.
Расположена в северной части района, к юго-западу от озера Свирь. Расстояние до районного центра Сморгонь по автодороге — около 39 км, до центра сельсовета агрогородка Вишнево по прямой — чуть более 5 км. Ближайшие населённые пункты — Горани, Нароты, Свайгини. Площадь занимаемой территории составляет 0,1492 км², протяжённость границ 2510 м.

## История
Деревня отмечена на карте Шуберта (середина XIX века) как фольварк Ваньковщизна в составе Вишневской волости Свенцянского уезда Виленской губернии. Некогда владение Юзефа Сулистровского, чей сын Стефан в 1787 году передал его писарю Великого Княжества Литовского Алоизию Сулистровскому, в 1865 году являлось собственностью Адели Снядецкой (жены Казимира Снядецкого, в девичестве Сулистровской).
После Советско-польской войны, завершившейся Рижским договором, в 1921 году Западная Белоруссия отошла к Польской Республике и деревня была включена в состав новообразованной сельской гмины Вишнево Свенцянского повета Виленского воеводства. 1 января 1926 года гмина Вишнево была переведена в состав Вилейского повета.
В 1938 году застенок Вольковщина насчитывал 8 дымов (дворов) и 56 душ.
В 1939 году, согласно секретному протоколу, заключённому между СССР и Германией, Западная Белоруссия оказалась в сфере интересов советского государства и её территорию заняли войска Красной армии. Деревня вошла в состав новообразованного Сморгонского района Вилейской области БССР. После реорганизации административного-территориального деления БССР деревня была включена в состав новой Молодечненской области в 1944 году. В 1960 году, ввиду новой организации административно-территориального деления и упразднения Молодечненской области, Вольковщина вошла в состав Гродненской области.

## Население
Согласно переписи население деревни в 1999 году насчитывало 19 человек.

## Транспорт
Грунтовой автодорогой местного значения Н20007 (длиной 1,7 км) Вольковщина связана с деревней Нароты. Почти в километре восточнее деревни проходит автодорога республиканского значения Р95 Лынтупы — Свирь — Сморгонь — Крево — Гольшаны.